# Prodesmodora wolgensis
Prodesmodora wolgensis är en rundmaskart som beskrevs av Heinrich Micoletzky 1923. Prodesmodora wolgensis ingår i släktet Prodesmodora och familjen Microlaimidae. Inga underarter finns listade i Catalogue of Life.